# مانو باييت
مانو باييت (بالفرنسية: Manu Payet)‏ (و. 1975 – م) هو ممثل، وممثل هزلي، ومقدم برامج إذاعية، ومذيع، وصحفي من فرنسا . ولد في سان ديني .

## التعليم
تعلم في University of Reunion Island ‏

## روابط خارجية
- مانو باييت على موقع IMDb (الإنجليزية)
- مانو باييت على موقع ألو سيني (الفرنسية)
- مانو باييت على موقع ميوزك برينز (الإنجليزية)
- مانو باييت على موقع أول موفي (الإنجليزية)
- مانو باييت على موقع قاعدة بيانات الفيلم (الإنجليزية)
- مانو باييت على موقع كينوبويسك (الروسية)